# Combüchen
Combüchen ist ein Ortsteil im Stadtteil Herrenstrunden von Bergisch Gladbach. Er liegt im Norden der Stadt an einer Seitenstraße der Bundesstraße 506.

## Geschichte
Der Name Combüchen bezieht sich auf eine Siedlungsgründung, die 1400 zum ersten Mal als Kombochen genannt wurde. Im Urkataster ist sie bereits als Combüchen verzeichnet. Sie stammt aus der nachkarolingischen Zeit der großen Rodungen um 1000–1300. Im Spätmittelalter wurde der Name auf eine Honschaft übertragen, das heißt auf eine bis ins Frühmittelalter zurückreichende Verwaltungseinheit, die sich aus mehreren Einzelhöfen und zum Teil auch Dörfern zusammensetzte. 1797 umfasste die Honschaft Combüchen 50 Wohnhäuser und 308 Einwohner. Die Einwohnerzahl von Combüchen fiel im Zeitraum von 1858 bis 1905 von 35 auf 25 Bewohner in vier Wohngebäuden zurück. Die alte Honschaft Combüchen nannte man später Oberpaffrath.
Aus Carl Friedrich von Wiebekings Charte des Herzogthums Berg 1789 geht hervor, dass Combüchen zu dieser Zeit Teil der Honschaft Combüchen im Kirchspiel Paffrath im bergischen Amt Porz war.
Unter der französischen Verwaltung zwischen 1806 und 1813 wurde das Amt Porz aufgelöst und Combüchen wurde politisch der Mairie Gladbach im Kanton Bensberg zugeordnet. 1816 wandelten die Preußen die Mairie zur Bürgermeisterei Gladbach im Kreis Mülheim am Rhein. Mit der Rheinischen Städteordnung wurde Gladbach 1856 Stadt, die dann 1863 den Zusatz Bergisch bekam.
Der Ort ist auf der Topographischen Aufnahme der Rheinlande von 1824 als Kohmbüchen und auf der Preußischen Uraufnahme von 1840 als Kombüchen verzeichnet. Ab der Preußischen Neuaufnahme von 1892 ist er auf Messtischblättern regelmäßig als Kombüchen und ab 1989 als Combüchen verzeichnet.
| Jahr | Einwohner | Wohn- gebäude | Kategorie | Bemerkung      |
| ---- | --------- | ------------- | --------- | -------------- |
| 1822 | 21        |               | Hofstelle | Kombuchen gen. |
| 1830 | 24        |               | Hofstelle | Combuchen gen. |
| 1845 | 30        | 4             | Hofstelle |                |
| 1871 | 20        | 4             | Hofstelle |                |
| 1885 | 22        | 3             | Wohnplatz | Kombüchen gen. |
| 1895 | 26        | 4             | Wohnplatz | Kombüchen gen. |
| 1905 | 25        | 4             | Wohnplatz | Kombüchen gen. |

Combüchen war derzeit Teil der politischen und katholischen Gemeinde Paffrath.

## Etymologie
Die Bedeutung ergibt sich vermutlich aus der mundartlichen Form om Komböken mit den Bestandteilen Koo (= Kuh) und Booch (= Buche). Daraus ergibt sich Kuhbuchen bzw. Kühe unter den Buchen. Nach dieser Deutung haben hier also Kühe unter den Buchen Schutz vor Sonne und Regen gesucht. Die spätmittelalterliche Form Kombochen stimmt damit überein.